# Rate Your Date
Rate Your Date ist eine deutsche Filmkomödie von David Dietl aus dem Jahr 2019, die von The Amazing Film Company in Co-Produktion mit Seven Pictures und in Kooperation mit Fox International Productions produziert wurde.

## Handlung
Teresa lernt fast jedes Wochenende andere Typen kennen, während ihre Freundin Patricia als alleinerziehende Mutter und Romantikerin an einer festen Beziehung interessiert ist. Das bringt Teresa auf die Idee, eine App zu entwickeln, mit der jeder nach einem Date dieses mit einem Hashtag versehen und bewerten kann. Dies soll den Nutzer vor negativen Dates und falschen Erwartungen schützen. Mit dem Informatiker Anton findet sie auch schnell jemanden, welcher die notwendigen technischen Fähigkeiten mitbringt. Sein bester Freund Paul stellt dem Projekt die notwendigen finanziellen Mittel zur Verfügung. Nach wenigen Wochen der Entwicklung geht die App online. Als es möglich wird, eigene Bewertungskategorien hinzuzufügen, entwickelt sich die Dating-App aber immer mehr zu einer Mobbing-App.

## Produktion
Der Film wurde in Deutschland durch The Amazing Film Company in Co-Produktion mit Seven Pictures und in Kooperation mit Fox International Productions und durch Fox Deutschland herausgegeben.

## Rezeption
Filclicks.at bezeichnete den Film als „eine ambitionierte, aber überkonstruierte Dating-Komödie aus Deutschland, die haarscharf an Peinlichkeiten vorbeischrammt“. Filmstarts.de bewertet den Film mit 2 von 5 Sternen und stört sich unter anderem an der enttäuschenden „halbgaren Technologiekritik“.